# Colin Booth
Colin Booth (* 30. Dezember 1934 in Middleton, Lancashire; † 11. Mai 2025) war ein englischer Fußballspieler. Als Halbstürmer gewann er mit den Wolverhampton Wanderers in den Spielzeiten 1957/58 und 1958/59 zwei englische Meisterschaften in Serie und absolvierte in beiden Jahren trotz hochkarätiger Konkurrenz in Person von Peter Broadbent, Jimmy Murray, Dennis Wilshaw und Bobby Mason jeweils dreizehn Ligapartien.

## Sportlicher Werdegang
Booth wuchs ins Manchester auf und war bereits im Schulsport erfolgreich. Er führte die Manchester-Schulauswahl in einem Jahr in ein Finale, in dem er sich Swansea mit Cliff Jones als Mannschaftsführer nach einem Wiederholungsspiel geschlagen gegen musste. Matt Busby spielte als Trainer von Manchester United mit dem Gedanken, sämtliche Talente aus Booths Mannschaft in seinem Verein unterzubringen. Dieses Vorhaben setzte er jedoch nicht in die Tat um und auch Booth suchte außerhalb seiner Heimat bei den Wolverhampton Wanderers sein Glück – er folgte damit dem Rat seines Vaters, der ihm empfahl die angestammte Heimat zu verlassen. Bei den „Wolves“ spielte Booth zu Beginn der 1950er-Jahre zunächst in der Wolverhampton Amateur League (oft an der Seite von Norman Deeley) und später in der Worcestershire Combination. Er debütierte in der Schlussphase der Saison 1954/55 gegen Aston Villa (2:4) in der ersten Mannschaft, die zu diesem Zeitpunkt noch amtierender englischer Meister war und letztlich hinter dem neuen Titelträger FC Chelsea die Vizemeisterschaft gewann.
In den folgenden Jahren stand er als Stürmer häufig im Schatten seiner Konkurrenten im Offensivbereich, von Peter Broadbent, Roy Swinbourne, Jimmy Mullen über Dennis Wilshaw bis zu Bobby Mason und Norman Deeley. Dazu wurde er gelegentlich zur Zielscheibe von Kritik seines Trainers Stan Cullis, der als „harter Hund“ bekannt war und ihn offen nach einem 9:1-Auswärtssieg im Jahr 1955 gegen Cardiff City rügte, nachdem Booth kein Tor gelungen war. Dessen ungeachtet war er einer der besten englischen Stürmer und 1956 kam er sogar für die englische U-23-Auswahl gegen Frankreich zu seinem einzigen Länderspieleinsatz. Als die Wolves in der Saison 1957/58 erneut die englische Meisterschaft gewannen, trug Booth dabei zwei Tore in dreizehn Spielen (davon fünf in Serie zu Beginn der Spielzeit und vier zum Abschluss) bei und obwohl er beim 4:0 am vorletzten Spieltag gegen den Vorjahresmeister Manchester United auf dem Platz stand, hielt sich die Freude über den Erfolg (nach der Flugzeugkatastrophe von München) in Grenzen. Größer war sein Beitrag in der folgenden Saison 1958/59, als er mit Wolverhampton den Titel verteidigte. Hier traf er sieben Mal in dreizehn Ligaspielen, darunter ein Hattrick am 27. Dezember 1958 beim 7:0 gegen den FC Portsmouth. Nach drei weiteren Einsätzen zu Beginn der Spielzeit 1959/60 erhielt er dann von Cullis die Freigabe für einen Vereinswechsel. Die Interessenten reichten sämtlich aus der ersten Liga von Sheffield Wednesday über den FC Everton hin zu Nottingham Forest und Birmingham City und obwohl er selbst Birmingham favorisierte, einigten sich im Oktober 1959 die Beteiligten unter Stullis' Federführung auf Nottingham.
Nottingham hatte kurz zuvor den FA Cup gewonnen und Booth entwickelte sich dort in gut zweieinhalb Jahren zum Stammspieler auf der Mittelstürmerposition. Die Vereinserfolge waren jedoch nicht mit denen aus seiner Zeit in Wolverhampton vergleichbar und nach einem knappen Klassenerhalt 1960 als Drittletzter rangierte er auch in den beiden folgenden Jahren jeweils in der unteren Tabellenhälfte. Höhepunkt in dieser Zeit war für Nottingham die Teilnahme am Messepokal in der Saison 1961/62, wobei Nottingham dort jedoch bereits in der ersten Runde am FC Valencia scheiterte. Nach insgesamt 39 Toren in 87 Erstligaspielen wechselte Booth im August 1962 zum Viertligisten Doncaster Rovers. Im Juli 1964 zog er innerhalb der Fourth Division für eine Ablöse von £7.500 weiter zu Oxford United und stieg mit dem Verein als Vierter in die Drittklassigkeit auf, mit 23 Saisontoren hatte Booth hierzu wesentlich beigetragen. Nach einem Kreuzbandriss in der Vorbereitung zur Saison 1965/66 musste Booth eineinhalb Jahre pausieren und einem ärztlichen Rat folgend, ließ er fortan seine Karriere außerhalb des Profifußballs bei Klubs wie Cambridge United ausklingen.
Nach dem Ende seiner Fußballerlaufbahn arbeitete er in einem Krankenhaus in Oxford und später in Stafford.

## Titel
- Englische Meisterschaft (2): 1958, 1959